# Abuná

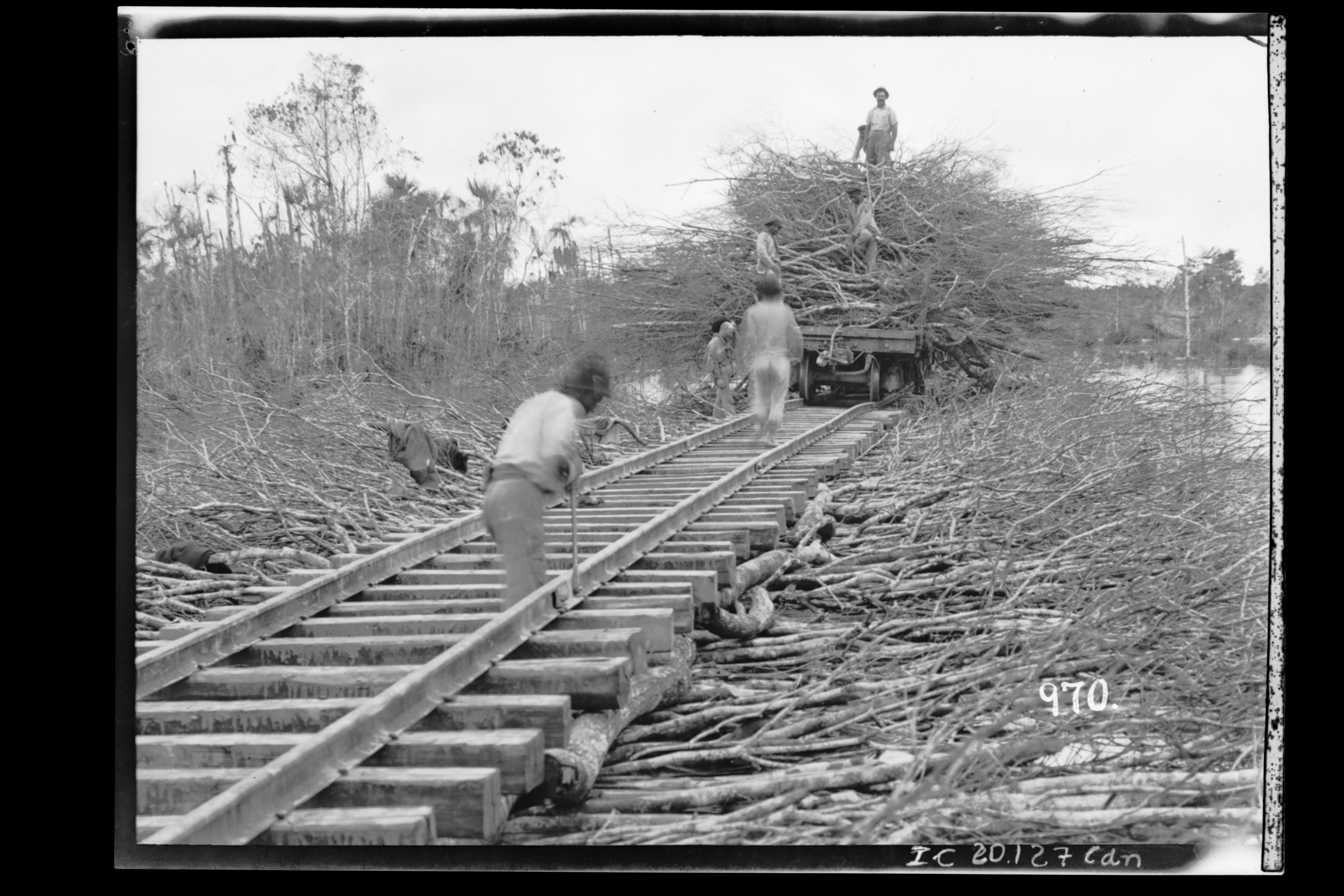
Construint la via del tren a Abuná el 1910.

El riu Abuná (o Abunã, en la part brasilera) és un curt i cabalós riu amazònic, un dels afluents del curs alt del riu Madera, que forma en gairebé tot el seu curs la frontera nord entre Bolívia (departament de Pando) i Brasil (estats d'Acre i Rondônia). Té una longitud aproximada d'uns 375 km, encara que amb una de les seves fonts, el riu Ina, aconsegueix els 520 km.

## Geografia
El riu Abuná neix en la Serralada Oriental dels Andes bolivians, de la confluència de dos petits rius, el riu Xipamanu (o Xipamanu) i el riu Caramanu, en el departament de Pando. Té com a principals afluents el riu Rapirrán, el riu Mapim, el riu Mamo-Manu i el riu Negro (i el seu afluent el riu Pacahuaras).
En alguns sectors el riu és creuat per emergències de l'anomenat "Escut Brasiler", formació geològica que origina les zones de ràpids i petites cataractes.
Té solament dues poblacions d'importància en les seves ribes: Santa Rosa del Abuná, capital de la província Rosa del Abuná, i la nova població de Montevideo, que és una ciutat comercial. Travessa les petites localitats de Sant Lourdes, Puerto Rico, Santos Comprat, Bom Comerç, Fortalesa i Abuná, en la desembocadura amb el Madera, enfront de la qual es localitza, en la ribera oposada, la localitat boliviana de Manoa. El riu és navegable en un tram de 320 km en el seu curs inferior.